# Paul Ben-Haim
Paul Ben-Haim eller Paul Ben-Chaim (hebreiska פאול בן חיים), född Paul Frankenburger 5 juli 1897 i München i Tyskland, död 14 januari 1984 i Tel Aviv i Israel, var en tysk-israelisk kompositör, musikpedagog och dirigent.
Efter studier i Münchens Wilhelmsgymnasium studerade Ben-Haim vid Akademie der Tonkunst där hans lärare var Friedrich Klose, Walter Courvoisier (musikalisk komposition) och Berthold Kellermann (piano). Vid den tiden var Ben-Haim assistent till Bruno Walter och Hans Knappertsbusch. Mellan 1924 och 1931 var Ben-Haim dirigent i Augsburg. 1933 emigrerade han till Tel Aviv och bosatte sig nära Dizengoff-torget. Efter det arbetade Ben-Haim som kompositör och dirigent. Genom sitt samarbete med sångerskan Braha Zefira upptäckte Ben-Haim de judiska och arabiska melodierna som hade stort inflytande i hans kompositioner.
1957 vann Ben-Haim Israel Prize för musik.
Han avled 1984 vid en ålder av 86 år.

## Verk

### Orkestermusik
- 1931 Concerto Grosso
- 1931 Pan symfoniska dikter
- 1940 Symfoni nr 1
- 1942 Evocation för violin och orkester
- 1945 Symfoni nr 2
- 1947 Concerto for Strings
- 1949 Pianokonsert
- 1950 Fanfare to Israel
- 1951 From Israel
- 1953 The Sweet Psalmist of Israel
- 1958 To the Chief Musician
- 1960 Violinkonsert
- 1960 Dance and Invocation
- 1960 Capriccio
- 1962 Cellokonsert
- 1965 The Eternal Theme
- 19__ Divertimento för flöjt och kammarmusikorkester

### Kammarmusik
- 1927 Stråkrio
- 1937 Stråkkvartett
- 1941 Klarinettkvintett
- 1952 Serenade för flöjt och stråktrio
- 1953 Sonat för soloviolin
- 1953 Pianostycken, bland annat en sonat
- 1973 Tre stycken för cello

### Vokalverk
- 1931 Yoram oratorium
- 1950 Liturgical Cantata för baryton, kör och orkester eller orgel
- 1958 A Book of Verses för kör
- 1959 Vision of a Prophet kantat för tenor, kör och orkester
- 1961 Lift up your Heads motett för sopran och åtta instrument
- 1962 Tre Psalms för soloröst, kör och orkester
- 1963 A Hymn to the Desert för sopran, baryton, kör och orkester
- 1966 Myrtle Blossoms from Eden för sopran eller tenor, alt eller baryton samt piano eller kammarmusikorkester
- 1967 Kabbalai Shabbat (Friday Evening Service) för sopran, tenor, kör och orgel eller nio ínstrument
- 1971 6 Sephardic Songs för kör